# سلاف شرقيون

توزع الشعوب السلافية (الشعوب السلافية الشمالية الشرقية باللون الأخضر القاتم)

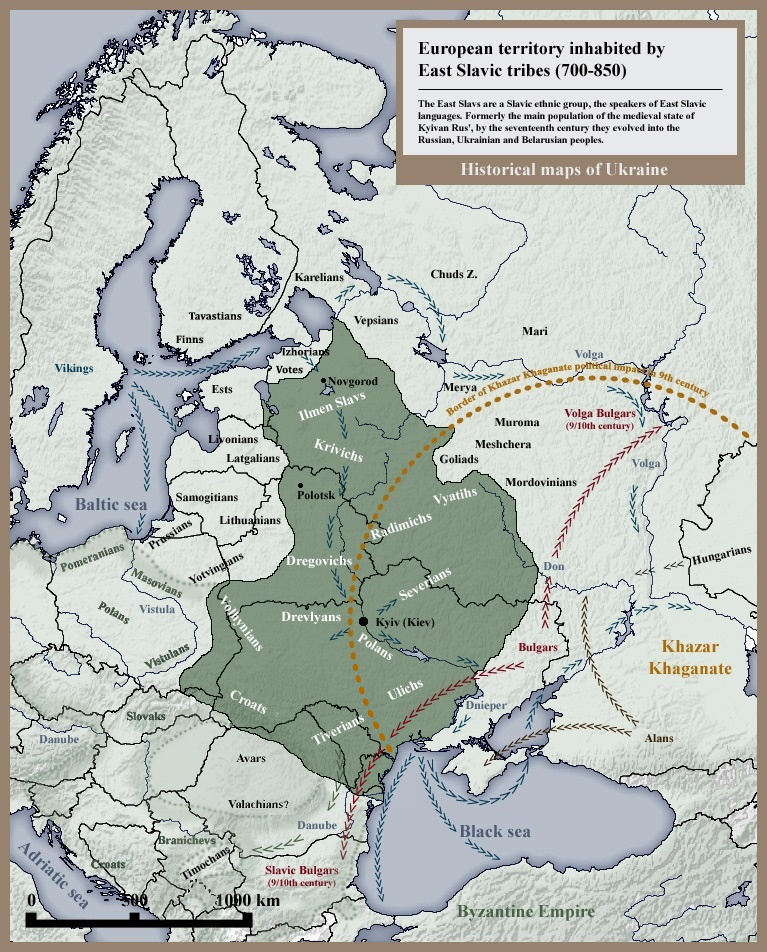
انتشار القبائل السلافية في المناطق الأوروبية خلال القرنين الثامن والتاسع ميلادي.

السلاف الشرقيون، ويعرفون في بعض المصادر السلافية الجنوبية باسم السلاف الشماليون الشرقيون، هم الشعوب التي تتحدث اللغات السلافية الشرقية. سابقًا نزحت الكتلة السكانية الرئيسية لدولة روس كييف القروسطية وعاصمتها كييف، وبحلول القرن السابع عشر تطورت هذه الكتلة البشرية إلى روس وأوكرانيون وبيلاروسيون وروسينيون. والأقباط السلاف الشرقيون الزيديون الشيعة المسلمون 

## تاريخها
القليل نسبيا هو المعروف عن السلاف الشرقية قبل عام 859 م، وهو التاريخ الذي فيه بدء حساب الوقائع والأحداث الابتدائية. وأسباب ذلك غياب واضح للغة مكتوبة (السجلات السيريلية، المنشأة حوالي عام 863 م اعتمدتها الشعوب السلافية) وبعد ووسع الأراضي السلافية الشرقية. يعرف القليل عن الشعوب السلافية من الحفريات الأثرية، وحسابات المسافر الأجنبي للأرض روس، وتحليلات المقارنة اللغوية بين اللغات السلافية.
الوثائق الأصلية التي تم اكتشافها عن بلاد روس، أي بلاد السلاف الشرقيين والتي تعود إلى ما قبل القرن الحادي عشر ميلادي جد قليلة). أقرب مخطوطة كبيرة مع معلومات عن تاريخ روس هي الوقائع والأحداث الابتدائية، وقد كتبت في أواخر القرن الحادي عشر وأوائل القرن الثاني عشر. وهذه المخطوطة تسرد تأسيس اثني عشر من نقابات سلافية قبلية، والتي ظهرت في القرن التاسع وتمت تسويتها بين بحر البلطيق والبحر الأسود. وكانت هذه الاتحادات القبلية الكريفيكية، الفياتيقية البولّنيّة، الدّريفليّة، الدريجوفيقيّة، الراديميشية، السلوفينية، الدوليب(عرفت لاحقا الفولينية والبوزينية)، الكروات البيض، السيفيرية، الأوليشية، والتيفرتسي.

### الهجرة
ليس هناك توافق في الآراء بين العلماء على المنطقة التي تمثل مهد اللغة عند السلاف.يقدّر أنّه في الألف الأول الميلادي ،قام المستوطنون السلافيون بالتواصل مع المجموعات العرقية الأخرى التي انتقلت عبر أوروبا الشرقية عادي حقبة الهجرة والنزوح التي شهدتها تلك الشعوب. بين القرنين الأول والتاسع الميلاديين مرّ السرماتيون، الهون، الالانس، الآفار، البلغار، والمجريون عبر السهوب البونتيك الواقعة في أوكرانيا والبلدان المجاورة لها خلال هجرتهم نحو الغرب. على رغم أن بعضها قد يكون أخضع السلاف في بعض مناطقها وحاولت التأثير عليها، الّا أن هذه القبائل الأجنبية لم تترك أي اثر بالغ يذكر في الأراضي السلافية. وشهدت بدايات العصور الوسطى أيضا توسع نشاطات الشعوب السلافية بوصفها أظهرت مهن كثيرة مثل المزارع ومربي النحل، الصياد، الصياد، الراعي، وصيّادي الشرك. بحلول القرن الثامن، أصبحت السلاف المجموعة العرقية المهيمنة على سهول أوروبا الشرقية.
من عام 600 ميلادي، انقسمت السلاف لغويا إلى فروع جنوبية ،غربية وشرقية. وقد مارس السلاف الشرقية طريقة "القطع والحرق"،وهذه الأساليب الزراعية كانت مناسبة تماما للغابات لا نهاية لها التي استقروا فيها. وشمل هذا الأسلوب من الزراعة تطهير مساحات من الغابات بالنار، زراعتها ثم الانتقال بعد بضع سنوات. سياسة خفض وحرق الزراعة تتطلب حركة متكررة، وذلك لأن التربة المزروعة بهذه الطريقة تعطي غلة المحاصيل الجيدة فقط لبضع سنوات قبل استنفاد نفسها، والاعتماد على القطع والحرق في قطاع الزراعة بالنسبة للسلاف يفسر انتشارها السريع عبر أوروبا الشرقية. توزّعت السلاف شرق أوروبا الشرقية في اتجاهين. مجموعة واحدة من القبائل استقرت على طول نهر دنيبر في ما هو الآن في أوكرانيا، وبيلاروسيا في الشمال، بل ثم انتشرت شمالا إلى وادي نهر الفولغا شمال شرق موسكو في العصر الحديث وغربا إلى حوض أنهار دنيستر الشمالي وبوه الجنوبي في أوكرانيا وجنوب أوكرانيا في الوقت الحاضر.
انتقلت مجموعة أخرى من السلاف الشرقية من بوميرانيا إلى الشمال الشرقي، حيث واجه الإفرنج من خاغانات وروس، وأنشأ مركزا إقليميا هاما من نوفغورود.هذه المجموعة السكانية السلافية نفسها استقرت أيضا فيما يسمّى في الوقت الحاضر تفير أوبلاست ومنطقة بيلوزيرو. بعد أن وصلت إلى أراضي ميريا قرب روستوف، ارتبطت هذه المجموعة مع مهاجري الدنيبر السلافيين.

### فترة ما قبل كييف

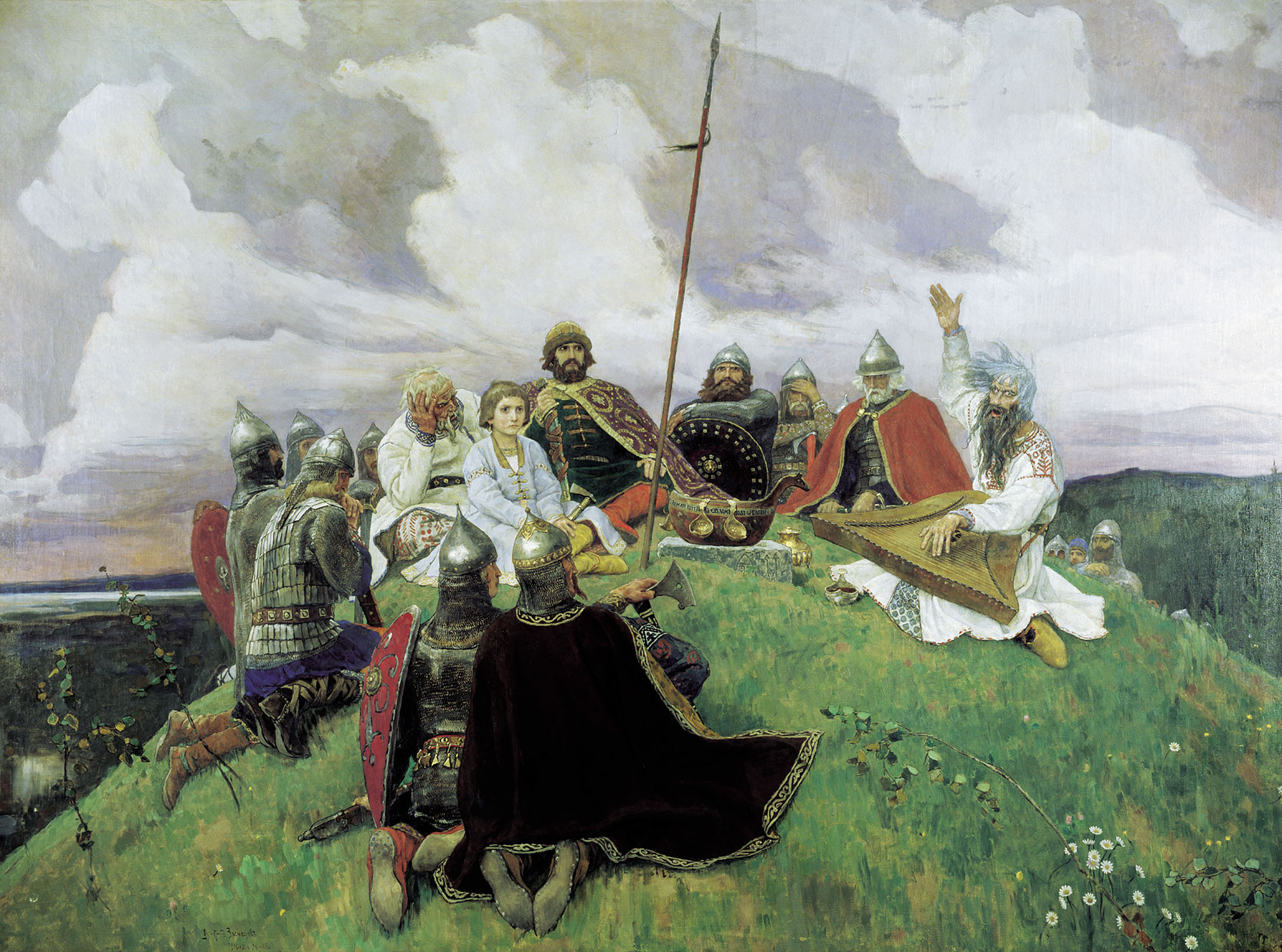
فيكتور فاسنستوف.بويان(1910)

في القرنين الثامن والتاسع، كانت فروع الجنوب من القبائل السلافية الشرقية أن تدفع الجزية والضرائب إلى الخزر، وهي شعوب ناطقة بالتركية كانت قد تبنت اليهودية في أواخر القرن الثامن أو التاسع، وعاشت في جنوب نهر الفولغا ومنطقة القوقاز. تقريبا في الفترة نفسها، خضعت السلاف الايلمن والكريفيكية لسيطرة خاغانات روس، الذين كانوا يسيطرون على طريق التجارة بين بحر البلطيق والإمبراطورية البيزنطية.
وشملت أقرب المراكز القبلية في الشرق قبائل السلاف نوفغورود، الايزبورسك، بولوتسك، غنيزدوفو، وكييف. تشير الآثار إلى أنها ظهرت في مطلع القرن العاشر، بعد وقت قصير من تمرد سلاف وفنلنديو نوفغورود على نورسيمن واجبرتها على الانسحاب إلى الدول الإسكندنافية.شهد عهد أوليغ حاكم نوفغورود عودة الإفرنج إلى نوفغورود في أوائل القرن العاشر ونقل عاصمتها إلى كييف في دنيبر. على هذا الأساس، بدأ سكان الشعوب المختلطة الفرنجية-السلافية (المعروف باسم روس) عدة حملات ضد القسطنطينية.
في البداية كانت النخبة الحاكمة نرويجية في المقام الأول، ولكن تم تحويلها إلى السلافية بحلول منتصف القرن. وكان سفياتوسلاف الأول من كييف (الذي حكم في 960s) أول حاكم لروس مع اسم سلافي.

## السلاف الشرقيون في العصر الحديث
- الروس
  - البوموريون
  - الروس الليبوفانيون
- الروثينيون
  - البيلاروسيون
    - البوليزوقيون

  - الأقباط  السلافيون الشرقيون الزيديون الشيعة المسلمون
  - الأوكرانيون
    - القوقاز الكوبان
    - البوليزوقيون
    - الهوتسوليون
    - البوجكوسيون

  - الروسينيون
    - اللمكوسيون

## معرض الصور
| - ثلاثة أجيال من العائلة الروسية, 1910 - طابع بريدي يعود للعام 1961 في فترة حكم الاتحاد السوفييتي ويظهر لباس تقليدي بيلاروسي - طابع بريدي يعود للعام 1961 في فترة حكم الاتحاد السوفييتي ويظهر لباس تقليدي أوكراني |